# Union des forces de la résistance
L'Union des forces de la résistance (UFR) est une alliance de huit mouvements rebelles tchadiens fondée en 2009.

## Composition
L'Union des forces de la résistance naît d'une alliance de huit groupes rebelles : 
- l'Union démocratique pour le changement (UDC) d'Abderaman Koulamallah
- le Front pour le salut de la République (FSR) de Ahmat Hassaballah Soubiane
- le Rassemblement des forces pour le changement (RFC) de Timan Erdimi
- l'Union des forces pour la démocratie et le développement (UFDD) du général Mahamat Nouri
- l'Union des forces pour le changement et la démocratie (UFCD) de Adoum Hassabalah
- l'Union des Forces pour la démocratie et le développement-Fondamentale (en) (UFDD-F) d'Abdelwahid Aboud Makkaye (en)
- le Conseil démocratique révolutionnaire (en) (CDR) d'Albadour Acyl Ahmat Achabach
- le Front populaire pour la renaissance nationale (en) (FPRN) d'Adoum Yacoub Kougou.

Cette alliance est signée à la mi-janvier 2009 à Hadjer Marfain, localité du Soudan (Darfour) à la frontière du Tchad.
L'UFDD du général Mahamat Nouri se retire cependant très rapidement de cette coalition.
Les membres de l'UFR sont principalement issus de deux peuples : les Zaghawas et les Tamas.

## Commandement
Les mouvements ont désigné le 24 janvier 2009 Timan Erdimi, neveu du président Idriss Déby, comme président de cette alliance. Quelques heures après cette nomination, la sœur ainée d'Erdimi est assassinée dans la capitale.
Adouma Hassaballah Djadarab est le premier vice-président du mouvement, Abdelwahid Aboud Makkaye (en) le deuxième vice-président, le secrétaire général est Abakar Tollimi, le délégué aux armées Adoum Yacoub kougou et le délégué à la communication - porte-parole est Abderaman Koulamallah.

## Histoire
L'UFR est fondée en 2009 à la fin de la guerre civile tchadienne de 2005-2010. Cette nouvelle alliance subit cependant rapidement une défaite décisive à la bataille d'Am Dam. Des accords de paix sont ensuite conclus et Omar el-Béchir, le président du Soudan, décide de se réconcilier avec Idriss Déby et cesse de soutenir les groupes rebelles tchadiens.
L'UFR se disloque alors : certains de ses membres rallient le régime d'Idriss Déby, d'autres rejoignent la Libye ou la Seleka en République centrafricaine. Timan Erdimi s'exile quant à lui au Qatar en 2010.

### En Libye
Chassés du Soudan en 2013, les restes de l'UFR se reconstituent dans le sud de la Libye.
En juin 2018, l'UFR aurait participé comme force mercenaire à l'offensive du Croissant pétrolier lancée par Ibrahim Jadhran contre l'auto-proclamée Armée nationale libyenne. Chassé par cette dernière, Ibrahim Jadhran, avec l'appui de la Garde des installations pétrolières et de l'UFR, était deux ans plus tôt allié aux Brigades de défense de Benghazi. Plus de 1 000 rebelles tchadiens auraient été engagés. Après l'échec de l'offensive, l'UFR se serait repliée vers le sud du pays.
Début 2019, le groupe compte environ 500 hommes. Cependant, après le lancement en janvier 2019 d'une offensive de l'Armée nationale libyenne (ANL) dirigée par le maréchal Khalifa Haftar, l'UFR rentre en territoire tchadien. Entre le 3 et le 6 février, la colonne de l'UFR est bombardée par l'aviation française et entre 100 et 250 de ses combattants se rendent,.